# 拉埃库尔
拉埃库尔（法語：Laheycourt，法語發音：[laɛkuʁ]）是法国默兹省的一个市镇，属于巴勒迪克区。

## 地理
拉埃库尔（48°53'27"N, 5°1'23"E）面积18 平方千米，位于法国大東部大區默兹省，该省份为法国西北部内陆省份，北与比利时接壤，西接马恩省和阿登省，南至上马恩省和孚日省，东临默尔特-摩泽尔省。
与拉埃库尔接壤的市镇（或旧市镇、城区）包括：巴鲁瓦地区利勒、卢皮堡、努瓦耶-欧泽库尔、索梅耶、维莱欧旺、维洛特德旺卢皮。

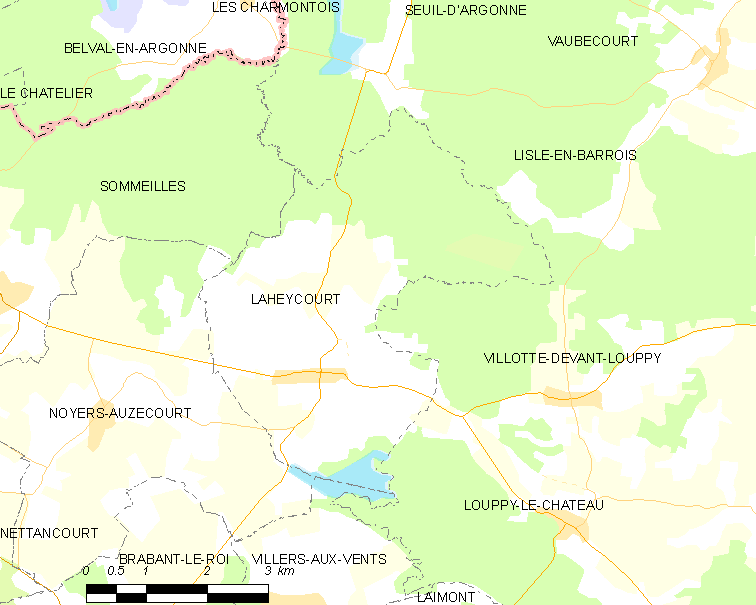
拉埃库尔的OSM定位图

拉埃库尔的时区为UTC+01:00、UTC+02:00（夏令时）。

## 行政
拉埃库尔的邮政编码为55800，INSEE市镇编码为55271。

## 政治
拉埃库尔所属的省级选区为奥尔南河畔勒维尼县。

## 人口

1962-2008年间拉埃库尔人口变化图示

拉埃库尔于2022年1月1日时的人口数量为354人。